# Дир Лејк (округ Фејет, Пенсилванија)
Дир Лејк (енгл. Deer Lake, Fayette County) насељено је место без административног статуса у америчкој савезној држави Пенсилванија.

## Демографија
По попису из 2010. године број становника је 495.
| Група             | 2000.    | 2010.       |
| Белци             | 0 (0,0%) | 489 (98,8%) |
| Афроамериканци    | 0 (0,0%) | 1 (0,2%)    |
| Азијати           | 0 (0,0%) | 0 (0,0%)    |
| Хиспаноамериканци | 0 (0,0%) | 1 (0,2%)    |
| Укупно            | 0        | 495         |